# 2526 Alisary
A 2526 Alisary (ideiglenes jelöléssel 1979 KX) a Naprendszer kisbolygóövében található aszteroida. Richard Martin West fedezte fel 1979. május 19-én.